# Mettekoven
Mettekoven is een klein dorp in de Belgische provincie Limburg, en een deelgemeente van de gemeente Heers. Het was een zelfstandige gemeente tot het bij de fusie van 1971 toegevoegd werd aan de gemeente Heers.
Mettekoven is een Haspengouws landbouwdorp en straatdorp in het noorden van de gemeente Heers. De Herk vormt de westgrens van de deelgemeente. De landbouw bestaat uit het telen van suikerbieten en zijn nog een aantal fruitteeltbedrijven actief. De Romeinse heerweg Tongeren - Tienen die nog aanwezig is, vormt de noordgrens van de deelgemeente.

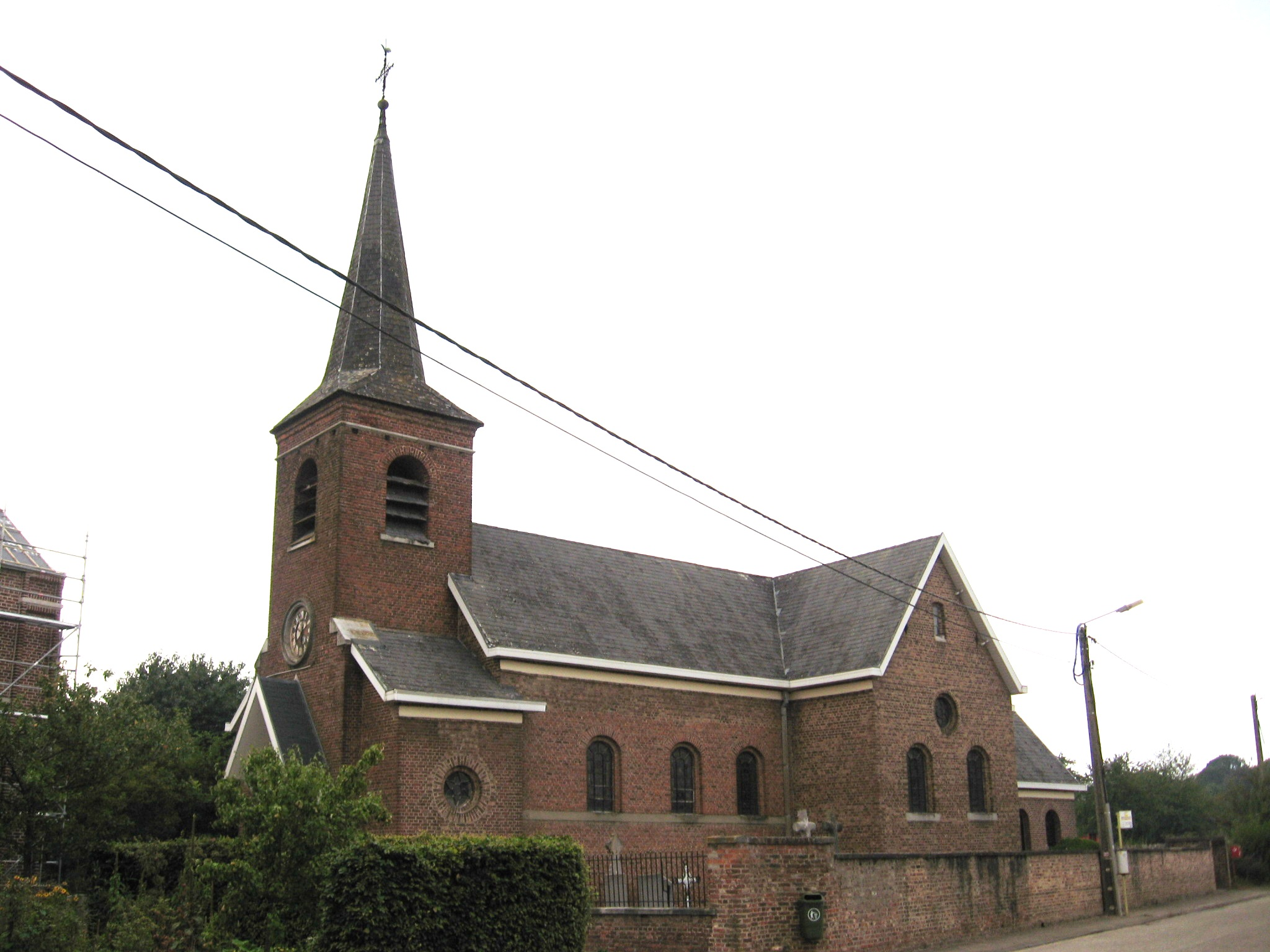
De Sint-Martinuskerk

## Etymologie
Mettekoven werd voor het eerst vermeld in 1155 als Mettencoven, en ook de Romaanse vorm Matincourt was in gebruik. De -hoven uitgang duidt op een Germaanse oorsprong, de hoeve van Maarten of Martini curtis.

## Geschiedenis
De noordgrens van de deelgemeente wordt gevormd door de -nog steeds bestaande- heerbaan van Tienen naar Tongeren.
In de middeleeuwen was Mettekoven een Luikse enclave binnen het grondgebied van Graafschap Loon. Het grondgebied en de kerk behoorden toe aan drie kerkelijke instellingen: de Abdij van Herkenrode; de Sint-Laurentiusabdij te Luik en het Hôpital Saint-Mathieu-à-la-Chaîne, eveneens te Luik.
De Sint-Martinuskerk was vanouds onderhorig aan de parochie van Borgloon.

## Demografische ontwikkeling
- Bronnen:NIS, Opm:1831 tot en met 1961=volkstellingen

## Bezienswaardigheden
- De neoclassicistische Sint-Martinuskerk uit 1839. De toren werd herbouwd tussen 1857 en 1872. In 1925 werd de kerk uitgebreid met een transept. Rond de kerk ligt een ommuurd kerkhof.
- Enkele gesloten vierkantshoeven uit de 17de en 18de eeuw waaronder het Martenshof dat tegenwoordig ingericht is voor hoevetoerisme en als horecazaak.

## Natuur en landschap
Mettekoven ligt in Droog-Haspengouw. Direct ten westen van de dorpskern is het dal van de Herk, waar hier de Heerse Beek in uitmondt. Hier is de hoogte ongeveer 60 meter, terwijl op het plateau hoogten tot 97 meter worden bereikt en een open landschap is te vinden. Fruitteelt en suikerbietenteelt zijn belangrijke agrarische activiteiten.
In het natuurgebied De Knoppel, nabij de Herk gelegen, werd een nieuwe hoogstamboomgaard ingericht.

## Nabijgelegen kernen
Gutschoven, Groot-Gelmen, Klein-Gelmen, Veulen, Voort, Helshoven